# 須走インターチェンジ
須走インターチェンジ（すばしりインターチェンジ）は、静岡県駿東郡小山町にある東富士五湖道路と須走道路のインターチェンジである。
東富士五湖道路の本線上に料金所があり、現金車は山中湖ICから当ICの間の料金、ETC車は当IC流出時に流入IC（富士吉田本線料金所・富士吉田IC・富士吉田忍野スマートIC・山中湖IC）から当ICまでの料金を支払う形となる。
須走道路の出入口（御殿場方面）は南にやや離れており、国道138号須走I.C交差点に接続しているが、入口についてはこの他に国道138号道の駅すばしり交差点付近からの流入ランプ（道の駅からも直結）が別に設けられている。

## 道路
- E68 東富士五湖道路（5番）
- 須走道路（地図上と現地では、単に国道138号と表示）

## 接続道路
- 国道138号
- 静岡県道150号足柄停車場富士公園線（ふじあざみライン）

## 歴史
- 1989年（平成元年）3月29日 : 東富士五湖道路の山中湖IC-須走IC間開通に伴い、一部供用。
- 1991年（平成3年）7月 : 須走道路の一部暫定開通に伴い、完全供用。
- 2022年（令和4年）3月18日：ETC車の料金収受体制を変更する[1]。

## 周辺
- 富士山須走口登山道（静岡県道150号足柄停車場富士公園線に指定）
- 富士スピードウェイ
- 陸上自衛隊富士学校・富士駐屯地
- 道の駅すばしり

## 隣
E68 東富士五湖道路
(4)山中湖IC - (5)須走IC
須走道路
(5)須走IC - 須走口南IC - 水土野IC